# Steingrímur Steinþórsson
Steingrímur Steinþórsson (12 de febrero de 1893- 14 de noviembre de 1966), político de Islandia. Fue primer ministro de su país entre el 14 de marzo de 1950 y el 11 de setiembre de 1953.
Era miembro del Partido Progresista, aunque nunca fue jefe de su partido. Ocupó también el cargo de ministro de Agricultura y Asuntos Sociales entre 1953 y 1956.